# Vicki Brown
Vicki Brown, geboren als Victoria Mary Haseman (Liverpool, 23 augustus 1940 - Henley-on-Thames, 16 juni 1991), was een Britse zangeres.

## Levensloop
Vicki Brown had succes als soloartieste en ze zong bij de New London Chorale van Tom Parker, waarmee ze onder andere bekendheid verwierf met "Stay with Me 'til the Morning" van het album The Young Amadeus. Brown was de vrouw van zanger Joe Brown en moeder van zangeres Sam Brown.
Vicki Brown overleed in 1991 aan borstkanker.
In 's-Hertogenbosch is als eerbetoon aan haar het Vicki Brownhuis gesticht. Het is in Nederland het eerste inloophuis voor volwassenen en kinderen met kanker en hun naasten.

## Discografie

### Soloalbums
- From the inside (1977)
- Vicki Brown (1987)
- Lady of time (1989)
- About love and life (1990)

### Collecties
- The Vicki Brown collection (1993)
- Forever (2001)

### Met deNew London Chorale
- The young Messiah (1982) (met Labi Siffre en Madeline Bell)
- The young Matthew Passion (1986) (met Madeline Bell)
- The young Amadeus (1986) (met Madeline Bell en Gordon Neville)
- The young Verdi (1988) (met Madeline Bell en Gordon Neville)
- The Christmas album (1989) (met Madeline Bell, Shezwae Powell en Gordon Neville)
- The young Beethoven (1990)

## NPO Radio 2 Top 2000
| Nummer met noteringen in de NPO Radio 2 Top 2000       | '99 | '00 | '01 | '02 | '03 | '04 | '05 | '06 | '07 | '08 | '09 | '10 | '11 | '12  | '13  | '14  | '15  |
| ------------------------------------------------------ | --- | --- | --- | --- | --- | --- | --- | --- | --- | --- | --- | --- | --- | ---- | ---- | ---- | ---- |
| Stay with Me 'til the Morning (met New London Chorale) | 310 | 681 | 267 | 822 | 628 | 538 | 708 | 491 | 750 | 596 | 549 | 614 | 811 | 1265 | 1313 | 1122 | 1371 |

1. ↑  Een vetgedrukt getal geeft de hoogste notering aan.
2. ↑  Deze tabel is bijgewerkt tot en met de laatste editie (2024).

- Biblioteca Nacional de España: XX1730541
- Gemeinsame Normdatei: 134338081
- International Standard Name Identifier: 0000 0000 5946 3094
- MusicBrainz: a3fc27c4-d252-45f1-bb8a-098d31a2ecb9
- Nederlandse Thesaurus van Auteursnamen: 073481971
- Virtual International Authority File: 79583008
- WorldCat: E39PBJqBpTqrgBjtpvYyWGPhHC